# انتخابات مجلس استونی ۲۰۲۳
انتخابات پارلمانی استونی در ۵ مارس ۲۰۲۳ به منظور انتخاب تمامی ۱۰۱ عضو مجلس استونی در این کشور برگزار گردید. حزب مرکزی استونی که به رهبری یوری راتاس، پس از انتخابات پارلمانی استونی در سال ۲۰۱۹ مأمور تشکیل دولت به عنوان نخست‌وزیر شد، متعاقباً در ژانویه ۲۰۲۱ به‌دنبال تحقیقاتی که در خصوص فساد در مورد وی شد سرنگون گردید. پس از آن کایا کالاس از حزب اصلاحات استونی یک دولت ائتلافی با حزب مرکز تشکیل داد، هرچند این دولت در ژوئن ۲۰۲۲ سقوط کرد. بعد از آن کالاس با اسامه و حزب سوسیال دموکرات دولت تشکیل داد و در سمت نخست‌وزیری باقی ماند. در ژانویه ۲۰۲۳، کمیته ملی انتخابات اعلام نمود ۹ حزب سیاسی و ده نامزد فردی برای شرکت در انتخابات پارلمانی ۲۰۲۳ ثبت نام کرده‌اند.
طی دوره مبارزات انتخاباتی، موضوعاتی که به دلیل تهاجم روسیه به اوکراین در ۲۰۲۲ و اقتصاد، بیشتر مورد توجه و بحث قرار گرفت، دفاع و امنیت ملی بود. افراد احزاب سیاسی رقیب نیز در مناظره‌های سازمان یافته در ژانویه و فوریه ۲۰۲۳ شرکت کردند. رأی‌گیری در سفارتخانه‌های خارجی از ۱۸ تا ۲۳ فوریه انجام شد، این در حالی بود که رأی‌دهندگان می‌توانستند در دوره پیش از انتخابات از ۲۷ فوریه تا ۴ مارس رای دهند. این انتخابات در نهایت منجر به پیروزی حزب اصلاحات شد که در مجموع ۳۷ کرسی به دست آورد، در حالی که حزب محافظه‌کار خلق استونی (EKRE) با ۱۷ کرسی در جایگاه دوم قرار گرفت. حزب مرکز نیز ۱۶ کرسی را به دست آورد و البته ۱۰ کرسی را از دست داد، در حالی که استونی ۲۰۰ با کسب ۱۴ کرسی، نمایندگی در ریگیکوگو را به دست آورد. این اولین انتخاباتی بود که بیش از نیمی از آراء به صورت الکترونیکی از طریق اینترنت به صندوق انداخته شد.